# Українські клуби в єврокубкових турнірах 1967—1968
У сезоні 1967–1968 київське «Динамо» дебютувало в Кубку європейських чемпіонів. У розіграші команда провела чотири поєдинки: одна перемога, дві нічиї і одна поразка (різниця забитих і пропущених м'ячів 5:5). 
На поле виходили чотирнадцять футболістів, семеро з них брали участь у всіх матчах. Найвлучніший гравець: Анатолій Бишовець — 2 голи.

## Матчі
1/16 фіналу. Суперник — «Селтік» (Глазго, Шотландія).
№7
| 20 вересня 1967 |

| «Селтік»    | 1 – 2 | «Динамо»              |
| ----------- | ----- | --------------------- |
| Леннокс 62' | Звіт  | Пузач 3' Бишовець 30' |

| ««Селтік Парк» (Глазго) Глядачів: 52 223 Арбітр: Курт Ченшер (ФРН) |

«Селтік»: Ронні Сімпсон, Джим Крейг, Томмі Геммелл, Боббі Мердок (к), Біллі Макнілл, Джон Кларк, Джиммі Джонстон, Віллі Воллес, Берті Олд, Стіві Чалмерс, Боббі Леннокс. Тренер — Джок Стейн.
«Динамо»: Євген Рудаков, Володимир Щегольков, Вадим Соснихін, Володимир Левченко, Сергій Круликовський, Василь Турянчик (к), Анатолій Бишовець, Йожеф Сабо, Федір Медвідь, Віктор Серебряников, Анатолій Пузач. Тренер — Віктор Маслов.
 Геммелл (43).
№8
| 4 жовтня 1967 |

| «Динамо»     | 1 – 1 | «Селтік»    |
| ------------ | ----- | ----------- |
| Бишовець 89' | Звіт  | Леннокс 60' |

| «Центральний» (Київ) Глядачів: 68 352 Арбітр: Антоніо Сбарделла (Італія) |

«Динамо»: Віктор Банніков, Володимир Щегольков, Вадим Соснихін, Володимир Левченко, Сергій Круликовський, Василь Турянчик (к), Анатолій Бишовець, Йожеф Сабо, Федір Медвідь, Віктор Серебряников, Анатолій Пузач. Тренер — Віктор Маслов.
«Селтік»: Ронні Сімпсон, Джим Крейг, Томмі Геммелл, Боббі Мердок (к), Біллі Макнілл, Джон Кларк, Джиммі Джонстон, Віллі Воллес, Берті Олд, Джон Г'юз, Боббі Леннокс. Тренер — Джок Стейн.
 Сабо, Серебряников — Кларк, Мердок, Мердок (57).
 Мердок (57, повторне попередження).
1/8 фіналу. Суперник — «Гурник» (Забже, Польща).
№9
| 17 листопада 1967 |

| «Динамо»      | 1 – 2 | «Гурник»                    |
| ------------- | ----- | --------------------------- |
| Олек 12' (аг) | Звіт  | Шолтисик 15' Любанський 60' |

| «Центральний» (Київ) Глядачів: 57 038 Арбітр: Васіле Думітреску (Румунія) |

«Динамо»: Віктор Банніков, Володимир Щегольков, Вадим Соснихін, Володимир Левченко, Сергій Круликовський, Василь Турянчик (к), Анатолій Бишовець, Йожеф Сабо, Федір Медвідь, Віктор Серебряников, Віталій Хмельницький. Тренер — Віктор Маслов.
«Гурник»: Губерт Костка, Райнер Кухта, Стефан Флоренський, Станіслав Ослизло (к), Генрік Лятоха, Ервін Вільчек, Альфред Олек, Зігфрід Шолтисик, Алоїзій Дея, Влодзімеж Любанський, Єжи Мусялек. Тренер — Геза Калочаї.
На 85 хвилині Йожеф Сабо не реалізував пенальті.
№10
| 29 листопада 1967 |

| «Гурник»     | 1 – 1 | «Динамо»     |
| ------------ | ----- | ------------ |
| Шолтисик 44' | Звіт  | Турянчик 38' |

| «Шльонський в Хожуві» (Хожув) Глядачів: 71 145 Арбітр: Юхан Ейнар Бустрем (Швеція) |

«Гурник»: Губерт Костка, Райнер Кухта, Стефан Флоренський, Станіслав Ослизло (к), Генрік Лятоха, Ервін Вільчек, Альфред Олек, Зігфрід Шолтисик, Алоїзій Дея, Влодзімеж Любанський, Єжи Мусялек. Тренер — Геза Калочаї.
«Динамо»: Віктор Банніков, Володимир Щегольков, Вадим Соснихін, Леонід Островський, Сергій Круликовський, Василь Турянчик (к), Анатолій Бишовець, Анатолій Пузач, Федір Медвідь, Віктор Серебряников, Віталій Хмельницький. Тренер — Віктор Маслов.

## Статистика
| Футболіст            | Дата народження | Ігри     | Голи     |
| Воротарі             | Воротарі        | Воротарі | Воротарі |
| -------------------- | --------------- | -------- | -------- |
| Віктор Банников      | 28.04.1938      | 3        | 4п       |
| Євген Рудаков        | 02.01.1942      | 1        | 1п       |
| Захисники            |                 |          |          |
| Володимир Щегольков  | 01.06.1937      | 4        | 0        |
| Вадим Соснихін       | 10.08.1942      | 4        | 0        |
| Леонід Островський   | 17.01.1936      | 1        | 0        |
| Володимир Левченко   | 18.02.1944      | 3        | 0        |
| Сергій Круликовський | 28.11.1945      | 4        | 0        |
| Півзахисники         |                 |          |          |
| Йожеф Сабо           | 29.02.1940      | 3        | 0        |
| Василь Турянчик      | 17.04.1935      | 4        | 1        |
| Федір Медвідь        | 05.04.1943      | 4        | 0        |
| Нападники            |                 |          |          |
| Анатолій Бишовець    | 23.04.1946      | 4        | 2        |
| Віктор Серебряников  | 29.03.1940      | 4        | 0        |
| Віталій Хмельницький | 12.06.1943      | 2        | 0        |
| Анатолій Пузач       | 03.06.1941      | 3        | 1        |

## Сумарні показники
| Команда         | Т      | І  | В | Н | П | М+ | М- | О  |
| --------------- | ------ | -- | - | - | - | -- | -- | -- |
| «Динамо» (Київ) | КЧ     | 4  | 1 | 2 | 1 | 5  | 5  | 4  |
| «Динамо» (Київ) | КК     | 6  | 4 | 1 | 1 | 17 | 6  | 9  |
| Усього          | Усього | 10 | 5 | 3 | 2 | 22 | 11 | 13 |

Найбільше матчів:
10 — Володимир Щегольков, Вадим Соснихін, Василь Турянчик, Віктор Серебряников.
9 — Віктор Банников.
8 — Йожеф Сабо, Федір Медвідь, Віталій Хмельницький.
6 — Леонід Островський, Анатолій Пузач.
5 — Андрій Біба, Олег Базилевич, Сергій Круликовський, Володимир Левченко.
Бомбардири:
4 — Андрій Біба, Олег Базилевич, Віталій Хмельницький.
3 — Анатолій Пузач.
2 — Віктор Серебряников, Анатолій Бишовець.
1 — Йожеф Сабо, Василь Турянчик.